# 三角孢子虫属
三角孢子虫属（学名：Trigonosporus）是碘泡虫科的一属。

## 下属物种
本属包括以下物种：
- Trigonosporus acanthogobii Hoshina, 1952
- 浙江三角孢子虫 Trigonosporus zhejiangensis (Wu, Jiang et Wang, 1989)